# لیون فویشتوانگر
لیون فویشت‌وانگر (آلمانی: ;Lion Feuchtwanger۷ ژوئیهٔ ۱۸۸۴ – ۲۱ دسامبر ۱۹۵۸) یک داستان نویس و نمایش‌نامه‌نویس یهودی اهل آلمان بود.
او از چهره‌های مشهور ادبیات آلمانی تبعید در دوران نازیسم همچون تئودور آدورنو، هانا آرنت، والتر بنیامین، برتولت برشت، هرمان بروخ، روبرت موزیل، هاینریش مان، توماس مان و هرمان هسه بود. فویشت‌وانگر رمان تبعید (1940) را در همین باره نوشت.
رمان سه جلدی در تبعید از او با ترجمه روشنک داریوش در انتشارات روشنگران و مطالعات زنان منتشر شده است. 